# Ngô Hồng Chiều
Ngô Hồng Chiều (sinh ngày 25 tháng 7 năm 1961) là một chính trị gia người Việt Nam. Ông hiện là đại biểu Quốc hội Việt Nam khóa XIV nhiệm kì 2016-2021, thuộc đoàn đại biểu quốc hội tỉnh Đồng Tháp, Giám đốc Sở Tài chính tỉnh Đồng Tháp, Ủy viên Ủy ban Tài chính, Ngân sách của Quốc hội. Ông lần đầu trúng cử đại biểu Quốc hội năm 2016 ở đơn vị bầu cử số 2, tỉnh Đồng Tháp gồm có thành phố Cao Lãnh và các huyện: Thanh Bình, Cao Lãnh, Tháp Mười.

## Xuất thân
Ngô Hồng Chiều sinh ngày 25 tháng 7 năm 1961 quê quán ở xã Hoà An, thành phố Cao Lãnh, tỉnh Đồng Tháp.
Ông hiện cư trú ở số 156 đường Thiên Hộ Dương, phường 4, thành phố Cao Lãnh, tỉnh Đồng Tháp.

## Giáo dục
- Giáo dục phổ thông: 12/12
- Trường Đại học Kinh tế Thành phố Hồ Chí Minh chuyên ngành Vật giá
- Cử nhân Luật
- Thạc sĩ Quản trị Kinh doanh
- Cử nhân lí luận chính trị

## Sự nghiệp
Ông gia nhập Đảng Cộng sản Việt Nam vào ngày 15/4/1987.
Ông từng giữ các chức vụ:
- Phó chủ tịch Hội đồng giám sát xổ số kiến thiết tỉnh Đồng Tháp
- Phó Giám đốc Sở Kế hoạch và Đầu tư tỉnh Đồng Tháp.
- Chủ tịch Ủy ban Nhân dân Thành phố Cao Lãnh.

Khi lần đầu ứng cử đại biểu Quốc hội Việt Nam khóa XIV vào tháng 5 năm 2016 ông đang là Tỉnh ủy viên, Giám đốc Sở Tài chính tỉnh Đồng Tháp, làm việc ở Sở Tài chính tỉnh Đồng Tháp.
Ông đã trúng cử đại biểu quốc hội năm 2016 ở đơn vị bầu cử số 2, tỉnh Đồng Tháp gồm có thành phố Cao Lãnh và các huyện: Thanh Bình, Cao Lãnh, Tháp Mười, được 308.872 phiếu, đạt tỷ lệ 58,24% số phiếu hợp lệ.
Ông hiện là Tỉnh ủy viên, Giám đốc Sở Tài chính tỉnh Đồng Tháp, Ủy viên Ủy ban Tài chính, Ngân sách của Quốc hội.
Ông đang làm việc ở Sở Tài chính tỉnh Đồng Tháp.